# علی جعفری آذر
علی جعفری آذر (زاده۱۳۴۸ تبریز) فعال سیاسی اصولگرا و نماینده دوره دوازدهم مجلس شورای اسلامی از حوزه انتخابیه تبریز، آذرشهر و اسکو.
علی جعفری آذر پیش از این فرماندار تبریز بوده است.
علی جعفری آذر دارای مدرک کارشناسی ارشد حقوق عمومی است و پیش از این مدیرکل ثبت احوال آذربایجان شرقی و معاون حقوقی و فرهنگی دانشگاه شهید مدنی آذربایجان بوده است.
جعفری آذر هم اکنون عضو کمیسیون اجتماعی مجلس دوازدهم و چهره‌ای اصول‌گرا است.